# Tom Odell
Thomas Peter Odell (Chichester, Nyugat-Sussex, 1990. november 24.) - ismertebb nevén Tom Odell - angol származású zeneszerző, énekes. A 2012-ben megjelent középlemezével - Songs from Another Love - elnyerte a BRITs Critics' Choice Award-ot. Első megjelenő stúdióalbuma, a Long Way Down 2012 június 24-én jelent meg.

## Korai évek
Odell Chichester Nyugat-Sussex-ben született 1990. Édesapja pilóta, míg édesanyja egy középiskolai tanár. Odellnek van egy idősebb lánytestvére. Gyerekkorának túlnyomó részét Új-Zélandon töltötte édesapja munkája miatt. A Seaford Főiskola tanulója volt. Hetedéves koráig klasszikus zongorát tanult. Tizenhárom éves kora környékén dalokat írt, de ezt senkinek nem mondta el, mert úgy gondolta hogy, ez nem "menő".
Odell 18 éves korában felhagyott a tervével, miszerint a York Egyetemen fogja tanulmányait folytatni. Ehelyett a Liverpooli Egyetem zenei szakára próbált bekerülni. Többször "open-mic" zenei eseményeken vett részt. Egy év elteltével visszaköltözött Chichesterbe, miután fölöslegessé vált eddigi csapos munkájában. Nagymamája kocsiját használva rendszeresen beutazott Londonba, hogy előadásokat adjon és ezt hírdesse a londoni zeneiskolákban. Ezek után Londonba költözött, hogy a Tom and the Tides zenekar tagjaként játszhasson. Bár, ezek után úgy döntött, hogy szóló előadó lesz, mivel úgy gondolta nem szeretne több embertől függeni.

## Karrier
Tom Odell a In the Name Of nevezetű kiadóhoz szerződött le. Lily Allen fedezte fel és megjegyezte: "Odell energiája a színpadon David Bowie-ra emlékeztet". 
Bemutatkozó középlemeze, a Songs from Another Love, 2012 októberében jelent meg. Első televíziós bemutatkozása 2012 novemberében volt mint a Later... with Jools Holland show fellépője. 2013 januárjában a BBC az Another Love kislemezét használta, hogy reklámozza a csatorna 2013-ra tervezett terveit. Odell zenéit ezek után több divatbemutatón is használták. A 2012-ben megjelent középlemezével - Songs from Another Love - elnyerte a BRITs Critics' Choice Award-ot, amelyet ezelőtt olyan híres énekesek nyertek meg mint Adele és a Florence and the Machine, majd az előző nyertes Emeli Sandéval együtt interjúvolták meg 2013 februárjában.
Odell első stúdióalbuma, a Long Way Down, 2013 június 14-én jelent meg és első lett a UK Official Chart-on. A The Rolling Stones előzenekara lett volna 2013 július 13-án, de betegség miatt nem tudott fellépni.